# Полезные ископаемые Башкортостана
Полезные ископаемые Башкортостана— полезные ископаемые, добываемые на территории субъекта Российской Федерации— [[Башкортостан|Республики Башкортостан]].

## Общая информация
В Башкортостане имеются месторождения нефти (около 200 учтённых месторождений), природного газа (прогнозируемые запасы более 300 млрд м³), угля (около 10 месторождений, балансовые запасы до 0,5 млрд тонн), железной руды (более 20 месторождений, балансовые запасы около 100 млн тонн), меди (15 месторождений) и цинка, золота (свыше 50 месторождений), каменной соли, качественного цементного сырья.

## Отдельные виды полезных ископаемых

### Нефть

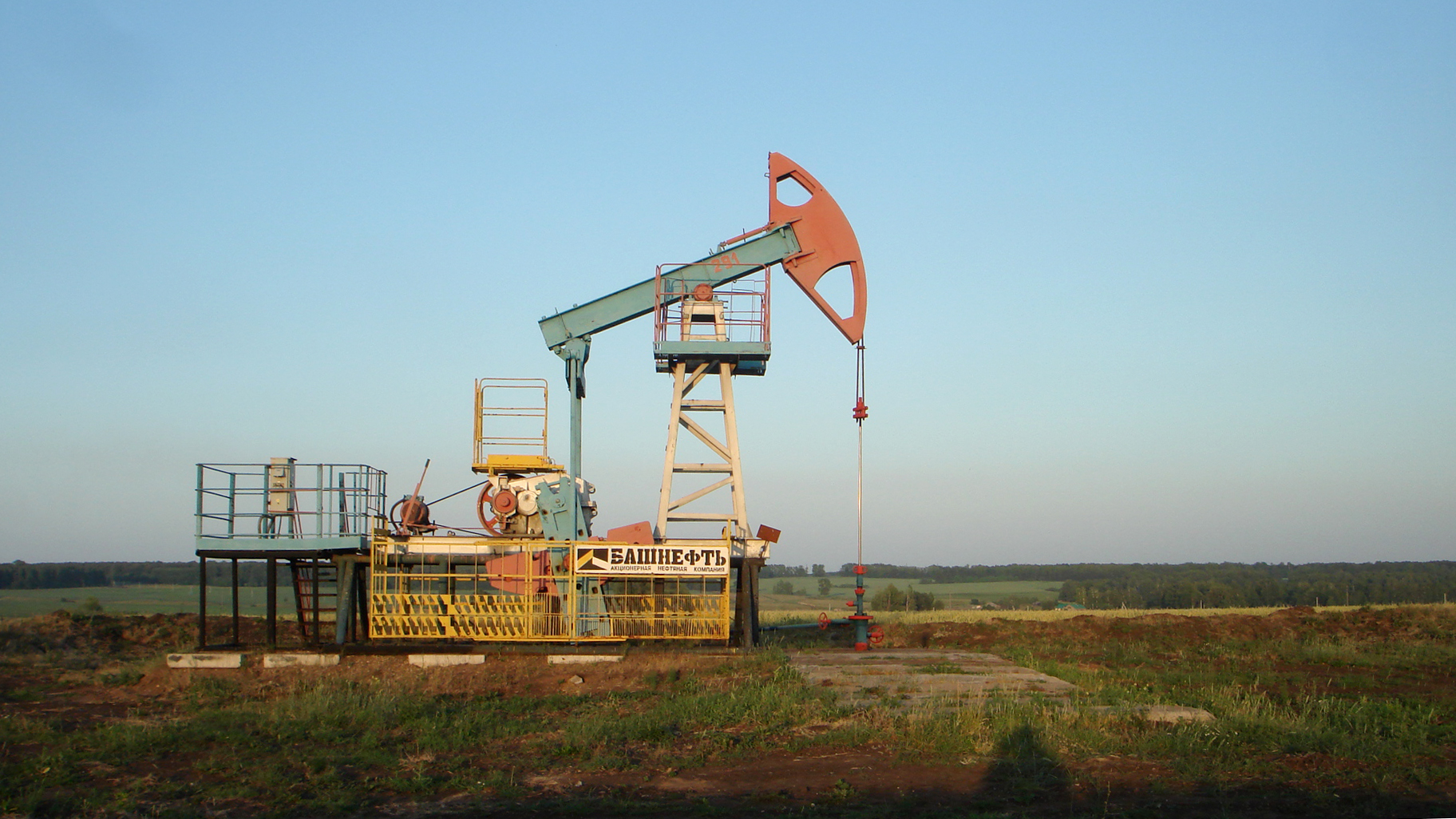
Станок-качалка ОАО АНК «Башнефть»

Залежи нефти распространены на всей территории республики, но наиболее крупные и многочисленные из них сосредоточены в нескольких нефтегазоносных районах
- Туймазинско-Шкаповский (запад и юго-запад)
- Арланско-Кушнаренковский (Бирская седловина и часть Благовещенской впадины, северо-запад)
- Башкирский свод (север)
- Благовещенская впадина и юго-восток склона Южно-Татарского свода (центр, юг)
- район Предуральского прогиба (восток, юго-восток).

Туймазинское, Серафимовское, Шкаповское месторождения расположены в обширной приподнятой структурной зоне, простирающейся также на территорию соседних Татарстана и Оренбургскую область.
Арланское, Манчаровское и другие месторождения контролируются бортовыми зонами Актаныш-Чишминского прогиба Камско-Кинельской системы и связаны в основном с терригенной толщей нижнего карбона.
В районе Башкирского свода нефтяные месторождения развиты в его центральной части (Кушкульское). На северо-западном склоне и прилегающей части Верхне-Камской впадины сосредоточено более 20 месторождений (Орьебаш, Игровка, Бураево, Кузбаево, Четырман, Югамаш, Татышлы, Вояды и др.), приуроченные к рифам и структурам облекания бортовых зон Шалымского прогиба.
В районе Благовещенской впадины и юго-восточного склона Южно-Татарского свода месторождения контролируются грабенообразными прогибами и сопряженными с ними узкими валообразными зонами (Дёмское, Сатаевское, Раевское, Сергеевское).
В Предуральском прогибе небольшие, но многочисленные нефтяные, газовые и комбинированные месторождения контролируются рифовыми массивами, и линейными антиклиналями (Кинзябулатовская, Карлинская).
На территории РБ разрабатываются нефтяные месторождения Байсаровское, Хмелевское II, Воядинское, Вениаминовское, Калегинское, Арланское, Татышлинское, Югомашевское, Четырманское, Игровское, Тепляковское, Шавьядинское, Каюмовское, Новоказанчинское, Казанчинское, Южно-Кубиязинское, Кунгакское, Краснохолмское, Надеждинское, Саузбашевское, Наратовское, Андреевское, Менеузовское, Таймурзинское, Манчаровское с Кувашским, Кузбаевское, Горьковское, Бураевское, Бирское, Степановское, Кушкульское, Метелинское,Усть-Икинское, Муслюмовское, Яныбаевское, Калаевское, Муставинское, Ардатовское, Саитовское, Чекмагушевское, Кувашское, Тузлукушевское, Нурское, Михайловское, Саннинское, Щелкановское, Карача-Елгинское, Чермасанское, Волковское, Кушнаренковское, Сергеевское, Новоузыбашевское и др.
В разрезе платформенного чехла нефтяные залежи располагаются на нескольких возрастных уровнях на горах известняк
Большинство нефтяных месторождений — многоэтажные, составляющие их залежи размещены в пределах осредненного контура нефтеносности на разных стратиграфических уровнях. В платформенной части преобладают многопластовые месторождения. В пределах Предуральского прогиба — залежи в рифовых массивах и линейных складках кинзябулаговского типа установлена нефтеносность верхнедевонских карбонатных отложений (Табынское).
Все нефтяные залежи республики подразделяются на 4 генетических типа: структурные, литологические, стратиграфические, рифовые (массивные), причём резко преобладают залежи первого типа.

### Уголь
Распространены месторождения бурого угля. Наибольшее значение в данном случае имеет Южно-Уральский бассейн, территория которого охватывает территорию части Башкортостана и Оренбургской области.
Запасы углей на территории республики составляют 252,7 млн тонн. Их добычу вело АО «Башкируголь» (закрыто в 1999 году). Максимум добычи приходился на 1975 год (9,4 млн тонн, с учётом добычи в Оренбургской области), в настоящее время она снизилась примерно до 3,5 млн тонн (в том числе 425 тысяч тонн собственно в Башкортостане) в связи с истощением запасов низкозольных углей.
В Башкортостане разведано 34 месторождения бурого угля, наиболее важными являются Бабаевское, Маячное, Куюргазинское, Южно-Куюргазинское и Кривлевское, их суммарные запасы составляют 25,4 % запасов Южно-Уральского бассейна.
В северо-западной части Башкортостана (Камский каменноугольный бассейн) вскрыто несколько пластов каменных углей мощностью до 20—25 м (прогнозные ресурсы около 20 млрд т).

### ㅤГорючие сланцыㅤ
В Приуралье в отложениях доманиковского горизонта франского яруса распространены горючие сланцы (Лемезинское месторождение). Ряд проявлений горючих сланцев обнаружен в отложениях верхнего карбона на юго-западной окраине Уфимского плато.

### Цинк
К 2009 году в РБ разведано 23 месторождения цинка. Разрабатываются Сибайское - Башкирским медно-серным комбинатом; Юбилейное – ООО «Башкирская медь», Каманганское и - Учалинским горно-обогатительным комбинатом; Октябрьское – Бурибаевским рудоуправлением. В 2007 году запасы цинка составляют 5284,6 тыс. т.

### Свинец
К 2009 году в РБ разведано 8 месторождений с запасами 92 168 тыс. т. руды. В РБ свинец является попутным компонентом в рудах медноколчеданных месторождений.

### Кадмий
Запасы кадмия находятся в рудах 13 месторождений с запасами в 309 841 тыс. т. руды. Кадмий извлекается из руд Сибайского и Учалинского месторождений. 

### Бокситы
К 2009 году в РБ разведано 3 месторождения бокситов.  Разведывается Айское месторождение с запасами 251 тыс. т.

### Другие полезные ископаемые
Распространены в Предуралье, в горной части Южного Урала и в Зауралье и представлены месторождениями меди (Подольское, Северо-Подольское, Атангуловское, Елизаветинское, Япрыкты, Васильевское, Озерное, Наратай, Майгашля, Западная), золота (Красная Жила, Муртыкты, Туканское, Верхняя Каранда, Камаганское (Верхняя залежь), Сибайское (Новый Сибай), Юбилейное, Уваряж-Асыловское, Таш-Тау (Северный), Майское, Туба-Каин, Октябрьское), железных руд (Айское, Александровская, Западно-Озерное, 
Балта-Тау, Восточно-Подольское, Учалинское), каменной соли, флюорита, магнезитов, баритов, бокситов и др.
На территории республики выделяют 3 минерагенические зоны:
- 1-я зона Предуральский прогиб с примыкающей к нему платформенной обл. и Западно-Уральской зоной складчатости
- 2-я зона до Зюраткуль-Юрюзанского разлома
- 3-я восточная часть Кракинской зоны и Уралтауского антиклинория

В первой зоне развиты осадочные месторождения каменной соли Стерлитамак-Салаватской соленосной провинции, гипсы и ангидриты в отложениях кунгурского яруса, марганца в карбонатных отложениях раннепермского и каменноугольного возрастов, фосфоритов в нижнепермских карбонатных породах, меди в красно- и пестроцветных молассовых верхнепермских отложениях, бокситов в верхнефранских карбонатных отложениях в Салаватском районе.
Во второй зоне распространены стратиформные месторождения сидерита, магнезита, барита и полиметаллов. Есть месторождения природно-легированных бурых железняков. Вдоль крупных разломов распространены многочисленные проявления рудного золота и его россыпи, а также флюорита.
В третьей зоне распространены многочисленные мелкие месторождения и проявления меди и хромитов.
В 2006 году на территории Башкортостана было добыто 3,2 млн тонн медноколчеданных руд, 45,8 тыс. тонн меди, 97,1 тыс. тонн цинка, 5132 кг золота, 76,8 тонн серебра. С окисленными золотосодержащими рудами добыто 932,8 кг золота, россыпного золота — 70 кг. Добыча каменной соли составила — 3,5 млн тонн, известняка для химической промышленности — 4,3 млн тонн, гипса — 80 тысяч тонн, цементных глин — 660 тысяч тонн, облицовочного камня (гранит) — 20 тысяч кубометров.
Месторождения подземных вод: Инзерское (Тавакачевский), Зилимское, Буйское, Нижнетамакское, Кидашское, Уфимское (Карашидинский), Уфимское (Бикмурзинский левобережный), Уфимское, Бикмурзинский правобережный), Сергеевское, Суккуловское, Кош-Елгинское, елебеевское (Дмитриевский), Белебеевское (Исмагиловский родниковый), Мартыновское Крыкнаратский), Иванаевское, Миндякское (Шагарский), Миндякское (Кракинский), Миндякское (Рястокский), Миндякское Амангильдинский), Нижегородское, Шартымское, Месягутовское, Большеустьикинское, Новобелокатайское, Уральское, Таналыкское, Стерлибашевское (Кундрякский,Стерлинский), Большекизильское (Абдряшевский (Зайцевский)), Мулдаккульское 1, Буздякское, Хазино, Чеховская 1, Чеховская 2, Новые Казанчи, г.Октябрьский, иколоберёзовское.
Месторождения лечебных грязей: оз.Мулдаккуль, оз.Шамсутдин, оз.Чебаркуль, оз.Узункуль, оз.Ургун, оз.Талкас, оз.Банное, оз.Сабакты, оз.Суртанды, (Щучье),оз.Карабалыкты, оз.Аскарово, оз.Белое, оз.Нагадак, оз.Карагайлы, оз.Большие Учалы, оз.Калкан, оз.Ауш-Куль.